# Nomada jocularis
Nomada jocularis är en biart som beskrevs av Cresson 1879. Nomada jocularis ingår i släktet gökbin, och familjen långtungebin. Inga underarter finns listade i Catalogue of Life.